# Diamant (premetrostation Brussel)
Diamant is een station van de Brusselse premetro en een bushalte, gelegen in het zuiden van de gemeente Schaarbeek, niet ver van de grens met Sint-Lambrechts-Woluwe.

## Geschiedenis
Het station Diamant werd geopend op 2 mei 1972, als enige station in een korte tunnelkoker, dat op 30 januari 1975 werd verlengd tot Boileau met de opening van Georges Henri, Montgomery en Boileau. Sinds deze verlenging werden geen stations meer toegevoegd aan de Grote Ringas, hoewel er oorspronkelijk metrolijn 5 voorzien was tussen Etterbeek en Schaarbeek.
Net voor het buitenrijden van de tunnelkoker richting Meiserplein verplaatsen de tramsporen zich naar de linkerkant om de uitrit te kunnen gebruiken. Deze uitgang is ook een tijdelijke uitgang aangezien het oorspronkelijk voorzien was om ter hoogte van het Meiserplein een station te bouwen. Bij het buitenrijden is ook op de rechterkant een klein deel van het toekomstige tunnelverlenging te zien.

## Situering
Het station bevindt zich onder de Auguste Reyerslaan, bij het verkeersplein waar de Diamantlaan, de Roodebeeklaan, de Kerselarenlaan en de autosnelweg A3 samenkomen. Tot in 2015 bevond zich het Reyersviaduct ter hoogte van het station Diamant, maar deze werd afgebroken vanwege de te hoge verbouwingskosten. Even ten noorden van het station staat het hoofdkwartier van de VRT en de RTBF.
Het station maakt deel uit van de zogenaamde grote ring, die bereden wordt door de tramlijnen 7 en 25. Bovengronds stoppen er vier buslijnen, waaronder de expresslijn naar de luchthaven.

## Kunst
Boven een van de toegangen tot de stationshal is een compositie van Michel Martens te zien. In verticale stroken zijn in reliëf reepjes spiegelend glas geplaatst die als geheel een zigzagmotief vormen. Door de wisselende lichtinval bij het voorbijgaan komt het werk tot leven.